# Mezinárodní letiště Nauru
Mezinárodní letiště Nauru, oficiálně Republic of Nauru International Airport (IATA: INU, ICAO: ANYN), je jediným letištěm v Republice Nauru. Letiště je propojeno s dalšími ostrovními státy a je obsluhováno národní leteckou společností Nauru Airlines.

## Historie
Přistávací dráha byla postavena během japonské okupace Nauru během druhé světové války s využitím nucené práce. Operace byly zahájeny v lednu 1943. Po skončení války bylo letiště přestavěno na civilní letiště.
Letiště se nachází ve čtvrti Yaren, severně od mnoha vládních budov, včetně parlamentní budovy, policejní stanice a střední školy. Na letišti má své hlavní sídlo národní letecká společnost Nauru Airlines.
Dále na letišti sídlí Úřad pro civilní letectví Republiky Nauru, který zajišťuje bezpečnost letiště a provozní řízení; Ředitelství pro imigraci, které reguluje kontrolu přilétajících a odjíždějících cestujících; a celní služba Nauru.

## Letecké společnosti a destinace

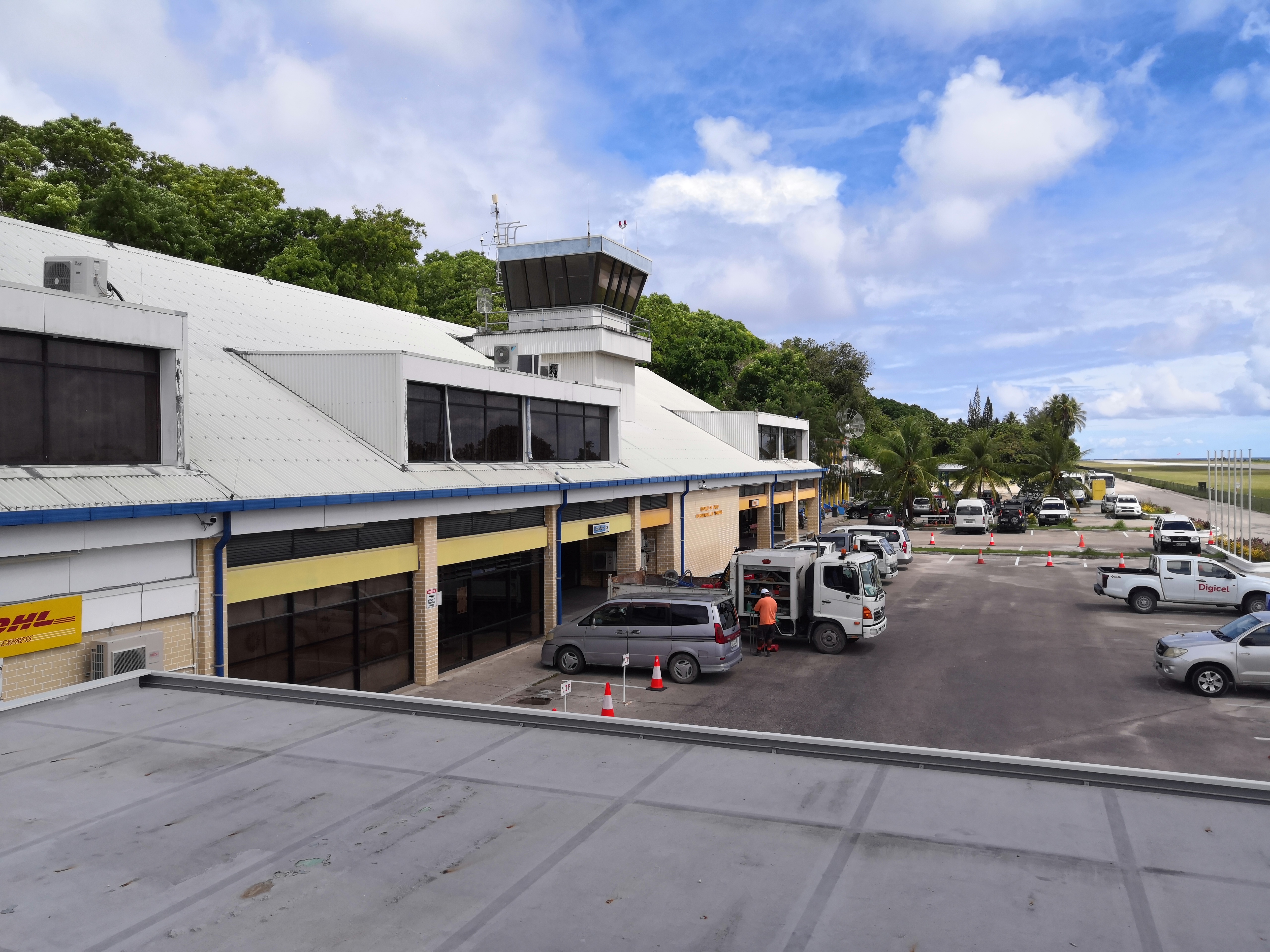
Budova terminálu

Mezinárodní letiště Nauru je centrálním dopravním uzlem pro národní leteckou společnost Nauru Airlines.
| Aerolinie      | Destinace                                      |
| -------------- | ---------------------------------------------- |
| Nauru Airlines | Brisbane, Koror, Majuro, Nadi, Pohnpei, Tarawa |